# Philipp Stauber (Bürgermeister)
Philipp Stauber (* 1796; † 29. Februar 1876 in Freising) war ein deutscher Kaufmann und von 1842 bis 1848 Bürgermeister von Freising.

## Leben
Stauber war Kaufmann, Magistratsrat und Wechselgerichtsassessor in Freising. Nach dem Rücktritt Joseph Albin Parths wurde er Bürgermeister von Freising von April 1842 bis November 1848. Ihm folgte der Gastwirt Franz Sporrer im Amt. Die letzten 10 Jahre seines Lebens war er erblindet.
Im ehemaligen Stauberhaus am Marienplatz in Freising ist heute das Bürgerbüro der Stadt angesiedelt.